# Badenstraße 8 (Stralsund)

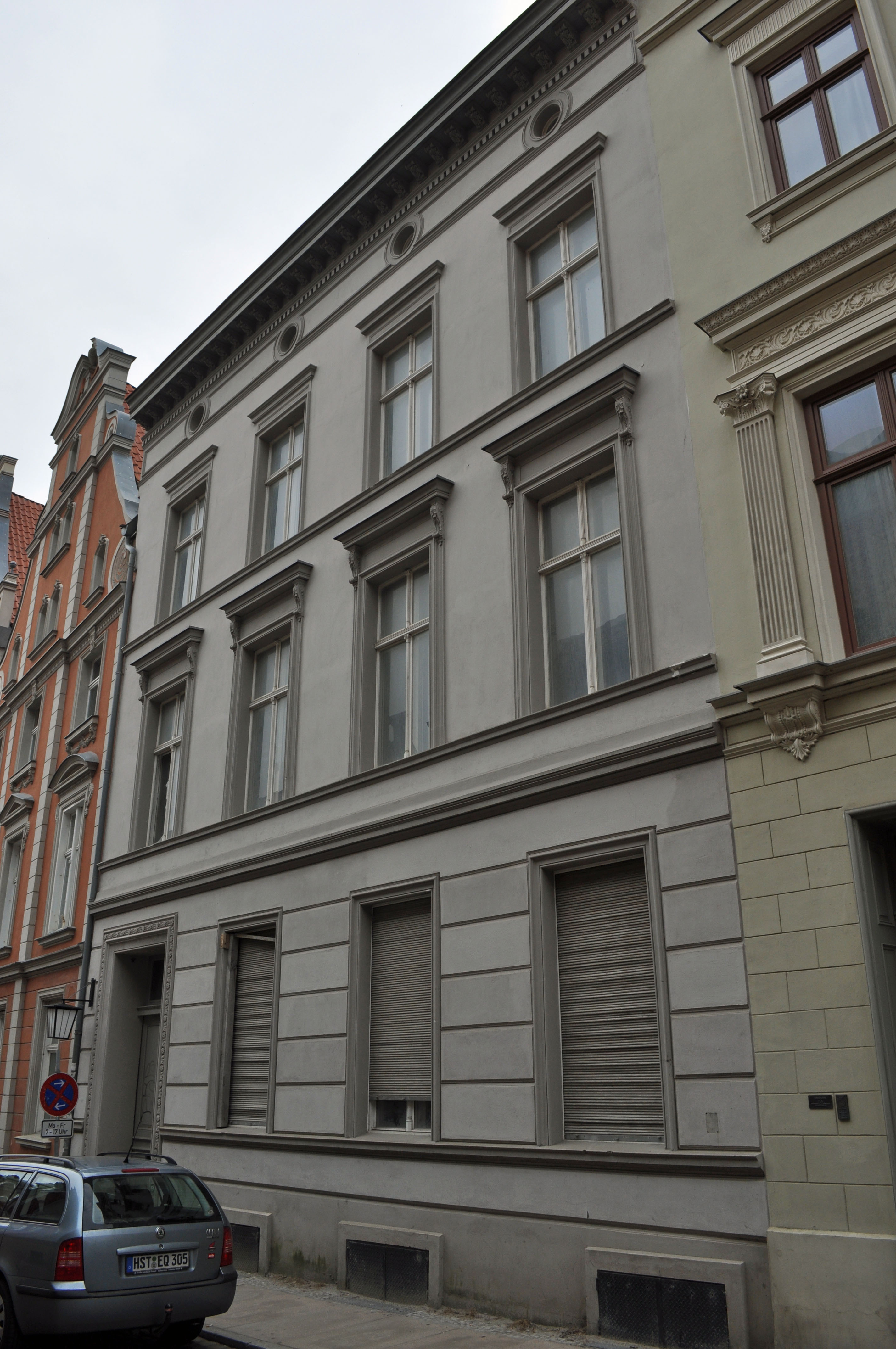
Das Haus Badenstraße 8 in Stralsund (2012)

Das Haus mit der postalischen Adresse Badenstraße 8 ist ein unter Denkmalschutz stehendes Gebäude in der Badenstraße in Stralsund.
Das dreigeschossige, vierachsige Traufenhaus wurde im Jahr 1868 errichtet. Die schlichte Putzfassade weist Nutung im Erdgeschoss, Gesimse, überdachte Fenster in den Obergeschossen und unter dem abschließenden Konsolgesims vier kleine runde Fenster auf.
Das Haus liegt im Kerngebiet des von der UNESCO als Weltkulturerbe anerkannten Stadtgebietes des Kulturgutes „Historische Altstädte Stralsund und Wismar“. In die Liste der Baudenkmale in Stralsund ist es mit der Nummer 55 eingetragen.